# Hvězdná noc nad Rhônou
Hvězdná noc nad Rhônou je olejomalba nizozemského malíře Vincenta van Gogha zachycující noční scenérii francouzského města Arles s dvěma postavami milenců v popředí. Obraz byl namalován v září 1888 a poprvé vystaven v roce 1889 na výroční výstavě Société des Artistes Indépendants v Paříži. Namalován byl na břehu řeky Rhôny (souřadnice místa: 43.682367°N 4.630287°E), asi dvě minuty chůze od Žlutého domu na náměstí Place Lamartine, který si van Gogh v té době pronajímal. Podobné motivy oblohy a městských světel v noci van Gogh ve stejné době použil na svých slavných obrazech Hvězdná noc a Terasa kavárny v noci. Tento obraz se od dvou předchozích liší především unikátním zachycením odrazu městského plynového osvětlení na hladině řeky, tento aspekt obrazu byl v historii také nejvíce obdivován a komentován. Plynové osvětlení bylo poměrně novým jevem městského života a jeho malba byla tedy zcela originální. Skica obrazu je součástí dopisu, který van Gogh poslal svému příteli Eugènu Bochovi 2. října 1888. Zajímavostí je, že z místa, kde obraz maloval, nelze nad Arles nikdy vidět souhvězdí Velké medvědice, které van Gogh na obraze zachytil. Van Gogh ho nad scenérii města "přesunul" patrně z toho důvodu, aby vytvořil silný kontrast světel na obloze a světel městských, který nese patrně hlavní význam. Obraz je dnes v majetku Musée d'Orsay v Paříži.